# Segni di vita
Segni di vita (Lebenszeichen) è un film del 1968 scritto e diretto da Werner Herzog. È il primo lungometraggio realizzato dal regista tedesco, dopo alcuni cortometraggi. È ispirato a una storia scritta nel 1818 da Achim von Arnim intitolata Der tolle Invalide auf dem Fort Ratonneau (Il folle invalido di Fort Ratonneau).

## Trama
Durante la seconda guerra mondiale, il soldato tedesco Stroszek, in servizio ad Orgosolo, viene ferito. Dopo essere stato dimesso dall'ospedale gli viene affidato un compito poco impegnativo: sorvegliare un deposito di munizioni in un forte abbandonato di un paesino sull'isola di Kos. Si trasferisce in questo forte insieme alla moglie greca, Nora, e ad altri due soldati tedeschi, Meinhard e Becker. Le loro giornate sono vuote e noiose, e cercano di passare il tempo in vari modi; allevano galline, dialogano con uno zingaro, costruiscono fuochi d'artificio, cacciano gli scarafaggi, riverniciano l'edificio... Un giorno Stroszek chiede al capitano di affidargli un qualche compito più attivo e questi lo manda a fare un giro di ricognizione con uno dei due compagni. Durante il giro Stroszek inizia a dare segni di squilibrio. Il giorno dopo impazzisce del tutto e caccia la moglie e i due compagni dal forte sparando loro addosso. Minaccia di far saltare il deposito di munizioni se qualcuno si avvicina al forte, e parte del villaggio viene evacuato. La voce fuori campo commenta: 
Una mattina Stroszek fa partire i fuochi d'artificio, dando una sorta di spettacolo. Dopo aver organizzato una sorta di assemblea, il capitano progetta di attaccare Stroszek di sorpresa quando farà partire nuovamente i fuochi d'artificio. Una notte parte un nuovo spettacolo pirotecnico, i soldati entrano in azione e catturano Stroszek.

## Produzione
La fortezza in cui è ambientato il film è il castello di Neratzia, costruito nel XIV secolo dai Cavalieri Ospitalieri. Il nonno di Herzog, Rudolf Herzog, vi visse e lavorò per anni come archeologo, e pubblicò le traduzioni delle antiche incisioni greche che compaiono nel film. L'anziano turco che appare nel film con le traduzioni scritte era l'ultimo componente sopravvissuto del gruppo archeologico di Rudolf Herzog.
L'uomo che interpreta il pianista in una scena del film è Florian Fricke, futuro leader del gruppo tedesco dei Popol Vuh, che compose le musiche di molti dei film successivi di Herzog.

## Distribuzione
In Italia è stato distribuito in DVD dalla Rarovideo all'interno del Cofanetto Werner Herzog e dalla Ripley's Home Video (con Ercole e Nessuno vuole giocare con me).

## Riconoscimenti
- Festival internazionale del cinema di Berlino
  - Orso d'argento speciale
- Deutscher Filmpreis
  - Premio d'argento